# Tariq Ahmad, Baron Ahmad of Wimbledon

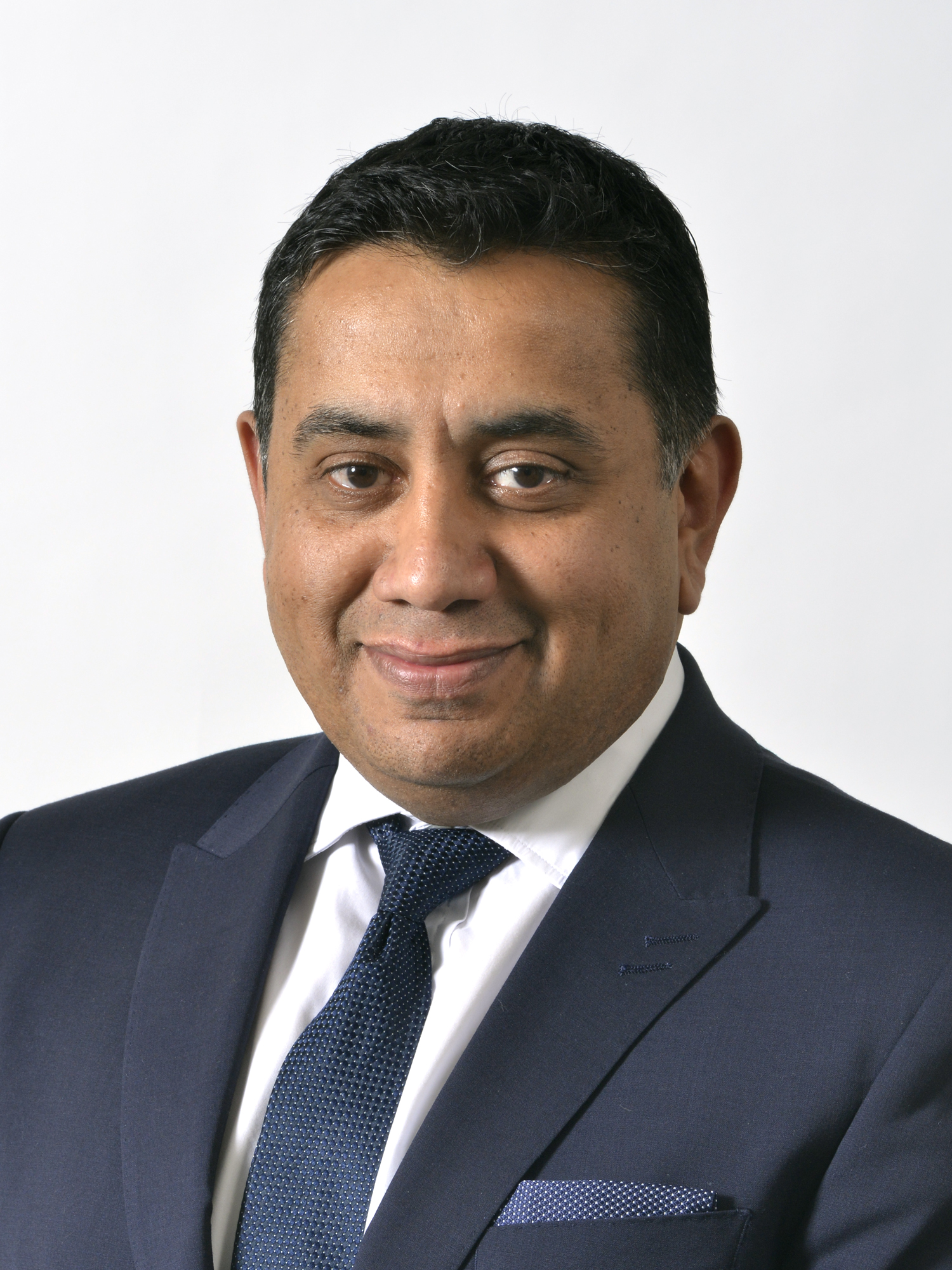
Tariq Ahmad, Baron Ahmad of Wimbledon

Tariq Mahmood Ahmad, Baron Ahmad of Wimbledon (* 3. April 1968 in London) ist ein britisch-pakistanischer Geschäftsmann und Politiker (Conservative Party). Ahmad ist nach Mohamed Sheikh, Baron Sheikh  und Sayeeda Warsi, Baroness Warsi seit 2011
der dritte muslimische Life Peer für die Tories im House of Lords.

## Leben und Karriere

### Ausbildung und Berufstätigkeit
Ahmad wurde in London im Stadtteil Wimbledon Park geboren. Dort wuchs er auf und besuchte die Schule. Er schloss sein Studium als Diplomkaufmann ab; seine Schwerpunkte waren Finanzwesen (Financing) und Kapitalanlagen (Investment). Er erwarb einen Abschluss als Bachelor with Honours (BA Hons) und als Associate of the Chartered Institute of Bankers (ACIB).
Von 1991 bis 2000 war er bei der NatWest Group tätig. Bei der Anlagenverwaltungsgesellschaft
Alliance Capital war er von 2000 bis 2003 Direktor. Seit 2004 ist er Direktor (Strategy and Marketing Director) von Sucden Financial Limited.

### Politische Karriere
1994 trat er in die Conservative Party ein. Von 1997 bis 2002 war er stellvertretender Vorsitzender (Deputy Chairman) der Wimbledon Conservative Association, wo er von 1999 bis 2001 Executive Officer und von 1999 bis 2001 stellvertretender Vorsitzender (Vice-Chairman) war. Von 2008 bis 2010 war er Vorsitzender (Vice Chairman) der Conservative Party für die Stadtbezirke City of London und die City of Westminster.
Er bekleidete verschiedene Ämter auf lokaler Ebene. Er war von 1994 bis 1997 Mitglied des Merton Racial Equality Council. Im Rat (Merton Council) des London Borough of Merton wurde er 2002 Ratsmitglied (Councillor). Von 2003 bis 2006 war er Schulleiter (School Governor) der Wimbledon Park School. Von 2006 bis 2008 war er im Rat des London Borough of Merton Mitglied (Cabinet Member) für Umwelt und Transport (Environment and Transport). Seit 2008 war er dies für die Bereiche Kommunale Sicherheit und Freiwilliges Engagement (Community Safety and Engagement). Er war im Merton Council Oppositionssprecher für die Fraktion der Conservative Party für die Bereiche Umwelt und Stadterneuerung (Lead Spokesperson on Environment and Regeneration). Im März 2012 trat er als Ratsmitglied zurück, um sich auf seine Tätigkeit im House of Lords und auf seine zukünftigen Vaterpflichten zu konzentrieren. Von 2006 bis 2008 war er außerdem stellvertretender Vorsitzender (Deputy Chairman) des Ausschusses für Verkehr und Umwelt (Transport and Environment Committee) bei den London Councils, der gemeinsamen Vereinigung der London Boroughs.
Bei der Unterhauswahl 2005 kandidierte er für den Wahlkreis Croydon North.

### Mitgliedschaften
Ahmad ist Mitglied der Ahmadiyya Muslim Community. Er gehört den Conservative Friends of Pakistan und seit 2003 auch den Conservative Friends of India an.

## Mitgliedschaft im House of Lords
Ahmad wurde am 13. Januar 2011 zum Life Peer als Baron Ahmad of Wimbledon, of Wimbledon in the London Borough of Merton ernannt. Die offizielle Einführung ins House of Lords erfolgte am 17. Januar 2011 mit Unterstützung von Sayeeda Warsi, Baroness Warsi und Michael Howard. Seine Antrittsrede hielt er am 3. Februar 2011. In dieser erwähnte er die Bildungsinitiative
Mosaic – The power of positive thinking, mit der er in Kontakt steht. Als Themen von politischem Interesse nennt er auf der Webseite des Oberhauses Außenpolitik, die Europäische Union und den Euro. Als Staaten von Interesse gibt er Bangladesch, China, Indien, Israel, die Staaten des Mittleren Ostens, Pakistan, Russland und die USA an.
Ahmad ist regelmäßig an Sitzungstagen anwesend.

## Wirken in der Öffentlichkeit
Als Teil einer parlamentarischen Delegation besuchte er im September 2011 das Westjordanland und Israel.
Im Oktober 2011 besuchte er die Türkei und traf dort mit verschiedenen Geschäftsleuten und Politikern sowie auch Journalisten zusammen. Im Dezember 2011 sprach er bei der Global Conference on Economic and Social Challenges in Baku.
Ahmad gehörte im Februar 2012 zu den Unterzeichnern eines offenen Briefs an die Zeitung Times, in dem die Entscheidung zur Rückkehr der Formel 1 nach Bahrain, nach der Niederschlagung von dortigen Protesten, kritisiert wurde. Zu den Unterzeichnern gehörten außerdem Nazir Ahmed, Baron Ahmed, David Alton, Eric Lubbock, 4. Baron Avebury, Kishwer Falkner, Baroness Falkner of Margravine, Raymond Jolliffe, 5. Baron Hylton, Caroline Lucas und Tim Boswell, Baron Boswell of Aynho.
Auch nahm er an der neunten Peace-Konferenz in London der Ahmadiyya Muslim Jamaat am 24. März 2012 teil.

## Ehrungen
Er ist Mitglied des Institute of Directors und Mitglied (Associate) des Institute of Financial Services.